# Kalevi-Liiva

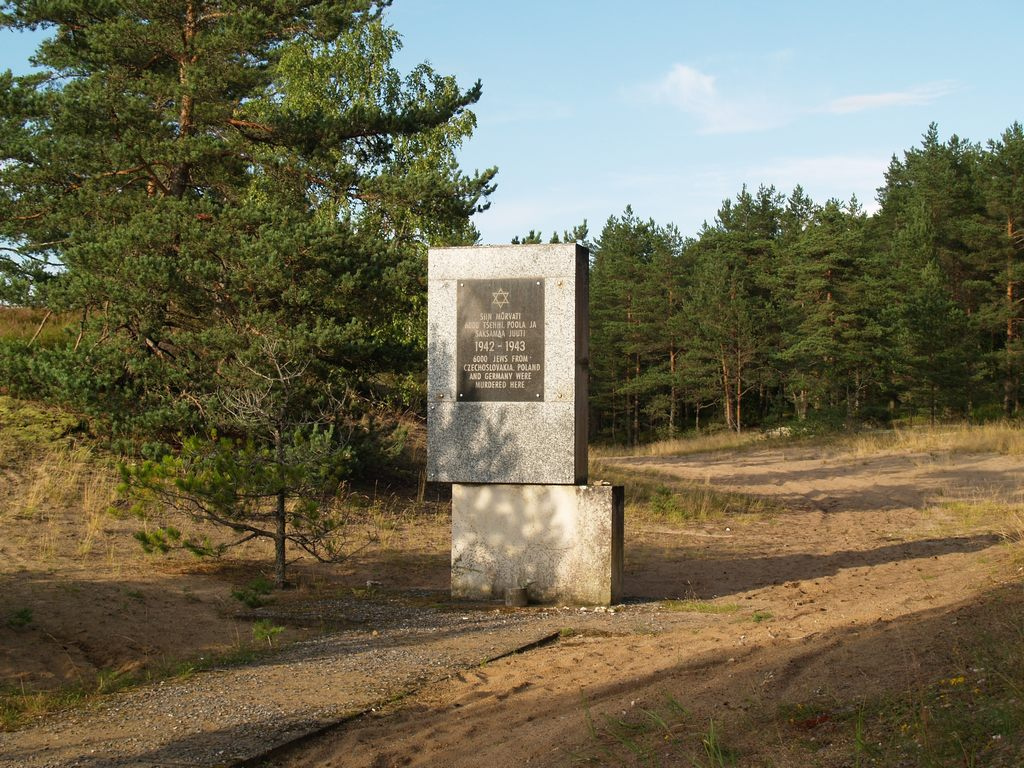
Mémorial sur le site des exécutions

Kalevi-Liiva sont des dunes de sable proches de la municipalité de commune de Jõelähtme dans le comté de Harju en Estonie. Le site est au bord de la mer Baltique au nord du camp de concentration de Jägala et du village du même nom.

## Histoire
Les dunes de sable Kalevi-Liiva sont célèbres pour être un lieu d’exécutions de masse pendant la Seconde Guerre mondiale, probablement de 1941 à 1943.
Des Juifs arrivent d’Europe centrale par train jusqu’en Estonie pour y être assassinés.
Parmi les victimes, il y a également des Tsiganes et des prisonniers politiques, principalement originaires d'Estonie et de Russie.
Les exécutions sont faites par des collaborateurs estoniens et des Allemands du Einsatzgruppe A.
Au moins deux trains de déportés juifs arrivent à la gare de Raasiku, le premier du camp de concentration de Theresienstadt le 5 septembre 1942 et le second d’Allemagne mi-septembre.
Les trains transportent 2 000 personnes, des juifs de Tchécoslovaquie et d’Allemagne, 450 sont sélectionnés aux travaux forcés dans le camp de concentration de Jägala et le reste amené en bus à Kalevi-Liiva puis exécuté.
Les Estoniens chargés des exécutions sont Aleksander Laak, Ain-Ervin Mere et Ralf Gerrets. Ils seront jugés lors de procès en 1961.
Pour masquer le site des exécutions, la zone est nivelée et des arbres plantés par les nazis.
Les estimations concernant le nombre total des victimes varient. Sur le mémorial érigé sur place, deux stèles indiquent 6 000 juifs et 2 000 tziganes.